# ناتاشا فالي
ناتاشا فالي (من مواليد 1973) هي أستاذة كندية في كلّيّة هامبر في مدينة تورنتو، بمقاطعة أونتاريو، في كندا. مارست ناتاشا الدعارة غصباً عنها من سنّ الخامسة عشر وحتّى السابعة والعشرين، وتقف الآن في وجه كلّ أنواع التجارة بالجنس في كندا. نشأت فالي في منزل من الطبقة المتوسطة، وبعد انفصال والديها أصبح منزل والدتها العزباء غيرَ آمنٍ لها، فقرّرت الهرب منه. وعندما أصبحت في سنّ الخامسة عشر، انخرطت في تجارة الجنس في مدينة كالغاري في مقاطعة ألبرتا الكندية.
سلب القوّاد الحريّة من ناتاشا وتاجر بها جنسيّاً في مختلف أنحاء البلاد، وتزوّجها بعد فترة من عملها عنده، وعذّبها وكسر العديد من عظامها وحرق جسدها. أدمنت فالي على الكوكائين في تلك الفترة من حياتها واقتربت جدّاً من الموت. استطاعت في نهاية المطاف الهروب من عالم الدعارة بمساعدة والدتها، وخضعت لجلساتِ إعادة التأهيل من المخدّرات، أنهت بعدها دراستها الثانوية، وحصلت على درجة الدبلوم في حقوق الطفل والاعتداء على الزوجات من كلّيّة جورج براون.
بدأت فالي في عام 2001 تقديم المشورة للنساء اللّاتي يعملن في الدعارة في «منظّمة ضوء الطريق لخدمات الدّعم» وقدّمت في عملها هذا الاستشارة لأكثر من 800 امرأة حتّى عام 2011، كتبت 97% منهنّ في استطلاعٍ أُجري عليهنّ عن رغبتهنّ في الخروح من عالم تجارة الجنس. أسّست فالي منظّمة «تجارة الجنس 101». وبدأت في تقديم التدريب لرجال الشرطة ومساعديهم مع وحدة الجرائم الجنسيّة في دائرة شرطة تورنتو. كانت فالي واحدة من المؤيّدين لمشروع القانون ذو الرقم C-268 الذي طرحته عضو البرلمان الكندي عن القطاع الخاص جوي سميث، والذي تم إقراره في شهر يونيو/ حزيران من العام 2010 كقانون لتعديل القانون الجنائي (قانون الحدّ الأدنى للعقوبة على الجرائم التي تنطوي على الاتّجار بالأشخاص دون سنّ الثامنة عشر) وساعدت فالي الحكومةَ الكنديّة على صياغة استئنافهم لقرار محكمة العدل العليا في أونتاريو تحت اسم «بيدفورد ج. كندا Bedford v. Canada» لإسقاط مختلف قوانين الدعارة. أيّدت فالي اعتماد قانون في كندا مماثل لقانون دفع المال مقابل الجنس في السويد، والذي من شأنه تجريم بيع الجنس وتجريم شرائه.

## النشأة
نشأت ناتاشا في منزل من الطبقة المتوسطة  في نوفا سكوشا، في إحدى ضواحي مدينة تورنتو، في مقاطعة أونتاريو الكنديّة، وفي ضاحية كالجاري، بمقاطعة ألبرتا على حدّ سواء. وكان والدها ضابط شرطة [4] في شرطة الآداب، وكان يحمل مهمّة اعتقال تجّار المخدّرات والقوّادين على عاتقه. في الفترة التي كانت شخصيّة فالي في طور النضوج كان العديد من أفراد أسرتها يعانون من الإدمان. وقرّر والداها الطلاق عندما أصبحت في عمر المراهقة وانتقلت بعدها للعيش في منزل والدتها العزباء. انتقلتا فيما بعد إلى شقّة تقع في وسط مدينة تورونتو. لم يقم والد فالي بدفع نفقة الطلاق لزوجته، ومرّت العائلة الصغيرة في العديد من الأوقات العصيبة التي لم تستطع فيها حتّى تأمين لقمة الخبز، ممّا دفع فالي إلى سرقة الطعام للبقاء على قيد الحياة.
لم يكن لدى فالي قدوة تحتذي بها في الحياة. بدأت بكتابة الشعر عن الانتحار وارتداء الملابس السوداء. وقامت بأعمال سرقة السيّارات وتعاطي المخدّرات من باب المتعة فقط. فبدأت مع العقاقير الخفيفة وسرعان ما تطوّرت بها الأمور إلى تعاطي الفطر السحري (أو فطر الهلوسة) وحمض ثنائي الإيثلاميد LSD. أحسَسَتها زميلاتُها -في هذه الأنشطة الإجرامية، واللاتي أتين من خلفيات مشابهة- بشعور الانتماء الذي لم تعد تشعر به اتجاه منزلها وعائلتها. كان لدى فالي العديد الأصدقاء الذين أساؤوا معاملتها وجعلوا من منزلها مكاناً غير آمن، ممّا جعلها تهرب منه. نامت في بيوت أصدقائها، وعلى كنباتهم، وفي خيمات صغيرة في حدائق منازلهم الخلفية، وكانت تحاول أن تخفي وجودها عن عائلاتهم.

## الدعارة

### مقدّمة
خاضت فالي تجربتها الأولى في تجارة الجنس بعد أن بلغت الخامسة عشرة من عمرها وذلك في حانة في الحي الصيني بمدينة كالجاري عندما قابل رجل يبلغ من العمر 25 عامًا ويحمل هويّة مزوّرة وأقنعها في إحدى الحفلات بممارسة الجنس مقابل المال وإعطائه نصف العائدات التي ستحصّلها. وجدت فالي هذا الرجل متأنقًا وجذابًا ولم تجد فيه الصورة النمطيّة للقواد. لم يكن لديها مكان للنوم في تلك الليلة ولم يكن لديها مال كافٍ للحصول على الطعام، لذلك قبلت بعرضه. كانت أسنان الرجل الذي مارست الجنس معه متآكلة، ومارسا الجنس في عليّة مطعم سيّئة التهوية، وحصلت مقابل ذلك على 100 دولار.
أقنعت فالي خمسة من صديقاتها اللاتي أتين من بيوت مختلّة اجتماعيّاً مشابهة لبيئتها السابقة بالانضمام لها في عملها بالدعارة  وصفت فالي الدعارة على أنّها كانت الخيار الأخير بالنسبة لها ولصديقاتها، حاولت الفتيات التحرّر من القوّادين للعمل في الجريمة المنظّمة والمخدّرات، لكنّهن استسلمن في نهاية المطاف. قالت فالي في وقت لاحق، «كنا فريسة لكل مشتهٍ للأطفال، لكلّ منحرف وقوّاد وتاجر مخدرات». أصبح الرجل الذي قابلته فالي في الحيّ الصينيّ القوّاد الخاصّ بها، وبدأت الإعلانات عن خدمات فالي الجنسية تنتشر في الصحف والجرائد. عملت فالي في كل من الدعارة الداخلية والخارجية، وعملت أيضاً كمرافقة، وعملت في نوادي التعرّي وصالات التدليك. يعمل حرّاس المؤسّسات القانونية التي زاولت فيها فالي وصديقاتها الدعارة في الجريمة المنظمة، ويبيعون الأسلحة والكحول والكوكائين والسلع المسروقة ويستغلّون الأطفال للعمل صالات التدليك.

### إساءة
احتجز القوّادُ فالي طوال الفترة التي عملت فيها بالبغاء، وجال بها جميع أنحاء كندا حتّى إدمنتون وفانكوفر وكيلونا. قالت فالي بعد تحرّرها من براثن الدعارة عن نفسها وعن صديقاتها اللاتي عملن معها: "لا أستطيع تأكيد أنّني لم أكن أملك الخيار في البقاء هناك". " وعد القوّاد فالي بالزواج منها في حال عملت معه وأعطته الأموال التي تجنيها من عملها في الدعارة. كانت فالي في عمر السابعة عشر عندما كسبت المبلغ المطلوب من المال لكي يتمّ الزواج. وتزوج الاثنان في نفس تلك السنة.
اعتاد القوّاد على ضرب فالي بكثرة وبدأت تعاني من متلازمة الشخص المنتهك. كانت أسوأ حالات الضرب تحدث في بيت الدعارة الذي تشاركته مع أربعة مراهقات أخريات كُنّ يعملن في الدعارة. [17] كانت فالي تأمل أن يتغّير زوجها طوال تلك السنين التي كانت متزوّجة منه. قالت لاحقًا أنّها «أرادت أن تحبه، واعتقدت أنّه لن يفعل ذلك بها أبدًا مرة أخرى.» هدّد القوّاد أسرتها، واشترط عليها ألّا تخبر الشرطة عنه. كان خوف فالي من أن تكون «واشيةً» أو «ناكثة للعهد» هو ما يمنعها من إخبار الشرطة عن زوجها. لم ترتبط أيّ من تلك النساء الأخريات اللاتي عملن في الدعارة مع فالي بأيّ علاقة صحّيّة مع أحد. اشترت فالي في الفترة التي حصّلت فيها ذروة ثروتها سيّارةَ فورد موستانغ، واشترت لزوجها سيّارة مارسيدس- بينز، وعاشت في شقّة من أربعة غرف نوم تقع في الدور الأخير لإحدى ناطحات السحاب. استخدمت ممتلكاتها المادية لمحاولة رفع نفسها فوق النساء اللاتي كنّ يتواجدن حولها واللائي اعتدن على الاعتماد على الكوكائين للاستمرار بحياتهنّ؛ وقالت أنّها رفضتهنّ لكونهنّ «مدمنات كوكائين» و «عاهرات كوائين».